# Непіддатлива Канарка
Непіддатлива Канарка (англ. The Hard-Boiled Canary) — американська комедійна мелодрама режисера Ендрю Л. Стоуна 1941 року.

## Сюжет
Молодій дівчині, яка після школи співає в бурлеск шоу, запропонували роботу в знаменитому музичному таборі. Вона повинна подолати підозри інших студентів, щоб проявитися.

## У ролях
- Аллан Джонс — Майкл Медді
- Сюзанна Фостер — Тудлс ЛаВерн
- Маргарет Ліндсей — Сільвія Ворт
- Лінн Оверман — Джордж Томас
- Грейс Бредлі — Меді Дюваль
- Вільям Кольє ст. — доктор Джозеф Е. Медді
- Пітер Меремблюм — Пітер Меремблюм
- Вільям Чепман — Вільям Чепмен
- Кей Коннор — Кей Коннор
- Діана Лінн — Доллі Лоер
- Патриція Треверс — Патриція Треверс